# Chêne-Arnoult
Chêne-Arnoult è un comune francese di 130 abitanti situato nel dipartimento della Yonne nella regione della Borgogna-Franca Contea.

## Società

### Evoluzione demografica
Abitanti censiti